# Georges Bess
Georges Bess (Tunesië, 29 januari 1947) is een Franse striptekenaar en schrijver van stripverhalen. 

## Biografie
Georges Bess studeerde aan de academie voor Schone kunsten in Parijs. Hij onderbrak zijn studie in 1968 en ging in het leger. Na zijn diensttijd verhuisde hij naar Stockholm (Zweden). In Zweden begon zijn stripcarrière. Hij werkte mee aan verschillende Scandinavische series zoals Het spook van Bengalen en werkte voor het satirisch stripblad Mad. In 1987 keerde terug naar Parijs waar hij de schrijver en filmmaker Alejandro Jodorowsky ontmoette met wie hij diverse stripreeksen samen maakte. Zijn bekendste strips zijn De blanke lama, Juan Solo en Pema Ling.
- Biblioteca Nacional de España: XX1083216
- Bibliothèque nationale de France: cb12077283n (data)
- Catàleg d'autoritats de noms i títols de Catalunya: 981058526348606706
- Gemeinsame Normdatei: 130260711
- International Standard Name Identifier: 0000 0001 1797 7959
- Library of Congress Control Number: n96096223
- Nationale Bibliotheek van Tsjechië: xx0209261
- Nederlandse Thesaurus van Auteursnamen: 074379135
- Système universitaire de documentation: 029070376
- Virtual International Authority File: 40478367
- WorldCat: E39PBJcwGrKymWTQjGXvCVWkXd